# Joan Marquès Arbona
Joan Marquès Arbona (Sóller, 1861 - 1955) fou un periodista, escriptor i impressor mallorquí.

## Biografia
Joan Marquès nasqué a Sóller el 1861, fill de l'arrendatari de la possessió de Moleta Gran, Guillem Marquès Miró i de Maria Arbona Morey. Rebé la primera educació al col·legi del Convent dels Sagrats Cors de Sóller. També fou influït pel seu oncle el sacerdot Pere Antoni Marquès que disposava d'una bona biblioteca i l'ensenyà a llegir i escriure en català.
Als 17 anys ingressà a l'Acadèmia Militar de Toledo per entrar en la carrera militar, però ho abandonà per anar a treballar al comerç d'uns familiars a Castres (França). Quan va complir l'edat oportuna tornà a l'estat espanyol a complir el servei militar i fou destinat al quarter d'infanteria de Figueres. Allà començà a escriure textos literaris i fins i tot va ser premiat en un certamen. Posteriorment va ser ascendit a sergent i nomenat escrivà major del quarter. A la darreria de 1884 tornà a Mallorca i s'instal·là a Palma. Pocs mesos després es va traslladar a Sóller i passà a viure a la casa pairal. El 1886 es casà amb Maria Coll Deyà, amb la qual tengueren vuit fills (dues nines moriren d'infants). Per prescripció mèdica deixà la feina el 1901 i es traslladà a París, on començà diverses iniciatives empresarials. Residí a França fins 1912 quan tornà a Sóller i reprengué la seva antiga feina. El 1918 la seva esposa morí a causa de l'epidèmia de la grip.
Joan Marquès s'implicà dins la vida política local al costat del maurisme. Formà part del Centro Sollerense (1887) i del Partido Local Sollerense (1901). També formà part d'entitats de la ciutat com a secretari de la Defensora Sollerense o membre de La Torre, La Unión (Sa Botigueta) o el Círculo Sollerense.

## El setmanari Sóller
Els primers contactes amb el periodisme varen ser com a col·laborador del "Semanario Sóller" al qual hi enviava cròniques setmanals durant el període que complia el servei militar. Quan el 1894 tornà a Mallorca treballà en una impremta a Palma per aprendre l'ofici. El 1885 es traslladà a Sóller i fundà la Impremta de Joan Marqués, al porxo de casa seva amb una premsa de mà, ormeigs per imprimir i per enquadernar. Tot seguit començà a gestar-se la idea de començar una publicació periòdica local. Un dels objectius era que servís de mitjà de comunicació entre els emigrants sollerics a Europa i Amèrica. Els principals suports de Marquès varen ser mossèn Rullan i Mir i Joan Baptista Ensenyat.
El setmanari Sóller sortí per primera vegada l'11 de juliol de 1885 amb el subtítol de "Periódico semanal de intereses materiales" que poc després canvià per "Semanario independiente". La publicació va tenir una gran acollida i va informar de les inundacions que va partir la vall de Sóller l'octubre de 1885. El setmanari també va ser el mitjà d'expressió de diferents entitats del municipi. El primer format del Sóller va ser de quatre pàgines i d'un tiratge, que es mantengué estable durant anys, d'entre 1.500 i 2.000 exemplars. Els pseudònims que emprava eren Tòfol de s'Illot i Tofolet, en una secció setmanal de crítica social i política a l'Ajuntament de Sóller (llavors controlat pels conservadors). Els seus escrits varen ser editats en un recull el 1887.
El desembre de 1899 la publicació suspengué temporalment l'edició per millorar el format. La impremta de Joan Marquès es traslladà a la planta baixa del local. A partir de 1891 l'empresa s'anomenà "La Sinceridad" amb la formació de la societat "Marquès, Mayol y Cía", amb el seu cunyat Damià Mayol. El negoci s'amplià amb una llibreria i una botiga de comestibles. El setembre de 1891 es reprengué la publicació del Sóller, que cada cop assolí més influència, difusió i un nombre més gran de col·laboradors i anunciants. El 1900 establí un Centre de Subscripció a la plaça de la Constitució, de Sóller.
L'any 1901 deixà les seves responsabilitats i es traslladà a París. Però a partir de 1910 continuà col·laborant amb la secció "L'Agre de la Terra" que va ser seguida per importants intel·lectuals de l'època com Miquel dels Sants Oliver, Josep Maria Quadrado, Miquel Costa i Llobera, Guillem Colom Ferrà i Miquel Ferrà. El mateix any, i coincidint amb el vint-i-cinquè aniversari de la publicació, es canvià el format i s'amplià el nombre de pàgines.
L'estada a França serví per comprar maquinària més moderna -la Pedalette, que funcionava amb un motor elèctric- a l'Exposició Universal de París (1910). La impremta s'emprà fins 1972. La majoria de les publicacions periòdiques solleriques i les obres locals es publicaven a la impremta de Joan Marquès. En el període 1921-1936 s'hi edità "L'Almanac de les Lletres". Quan tornà a Sóller el 1912 va prendre de nou el control de la impremta i la publicació. Encara que a partir de 1922 el seu fill se'n va fer càrrec.

## Reconeixements
El 14 d'agost de 1935 va ser declarat fill il·lustre de Sóller i s'anomenà un carrer amb el seu nom. El 1936, signà la Resposta al Missatge dels Catalans. El 1951 el Ministeri de Treball li va concedir la Medalla d'Or del Treball. El 1952 s'homenatjà Joan Marquès a Sóller, col·locant el seu retrat a la galeria de l'Ajuntament. Morí el 19 d'agost de 1955.